# Кашмирская полёвка
Кашмирская полёвка (лат. Hyperacrius fertilis)  — азиатский грызун из рода кашмирских полёвок. Эндемик Пакистана и Индии.

## Описание
Кашмирская полёвка в среднем меньше по размерам, чем пенджабская. Кроме того вершины волос у этого вида обычно более красновато-коричневые, поэтому окраска у него намного менее темная. Мех, будучи короче, на ощупь жестче, но при этом остается плотным и бархатистым. Хвост с дорсальной стороны всегда тёмно-серый, двухцветный. Ухо у этого вида несколько сильнее выступает из шерсти и более заметно по сравнению с H. wynnei.
Длина тела в среднем составляет 100,6 мм (93—113 мм), а длина хвоста — 31 мм (24—40 мм), длина стопы —  16 мм (15—19 мм), а длина уха — 10 мм (9—13 мм) (n=32). Вес взрослых особей от 21,5 до 23 г (n=4).
Бакулюмы этих двух видов хорошо различаются и особенности этой кости можно использоваться для уточнения определений отдельных особей. У H. fertilis  более длинный и узкий стебель, проксимальные бугорки развиты слабо, а дистальный конец имеет треугольную форму. Бакулюм H. wynnei имеет более короткий стебель с более широкой и тяжелой проксимальной половиной, расширенной в выступающие бугорки. Кончик закругленный, а не треугольный.
Описаны два подвида:
- Hyperacrius fertilis fertilis (True, 1894)
- Hyperacrius fertilis zygomaticus Phillips, 1969

## Распространение
Кашмирская полёвка обычно связана с субальпийской кустарниковой зоной и альпийскими лугами, и, как правило, она обитает значительно выше верхней границы леса. Таким образом, этот вид экологически парапатричен с пенджабской полевкой. В отличие от H. wynnei, он приспособлен к менее влажным условиям и не столь строго ведет подземный образ жизни, поскольку населяет более каменистые районы на больших высотах. Один экземпляр был добыт на высоте 3600 м в районе Чилас в Гилгите. Тем не менее, он был собран на высоте 2450 м  над уровнем моря в районе Хазара в травянистых сообществах на опушке леса, в биотопе, идентичном биотопу H. wynnei, но чаще встречается, начиная с высоты 3000 м и выше в относительно безлесном альпийском поясе. Так этот вид широко распространён в долине Джора и на склонах над Бураваем в северной части долины Каган.
Кашмирская полёвка шире распространена, чем пенджабская, и была поймана на нижних склонах Нанга-Парбата в Гилгите, а также у подножья плато Деосай в Балтистане. Она не встречается на холмах Мурри, но парапатричен с H. wynnei в более влажных лесных областях района Хазара, там её обнаружили на больших высотах в Шогране, Богамарге и Шахране, тогда как  H. wynnei встречается там же на более низких высотах в лесном поясе. Кашмирскую полёвку коллектировали  в Сват-Кохистане,  в окрестностях Утрота и Ушу, а также в штате Дир на перевале Ловарай. За пределами Пакистана её  коллектировали в хребте Пир-Панджал в Кашмире, откуда и происходит типовой экземпляр. Этот вид также встречается в более высоких альпийских зонах к северу от основной Кашмирской долины, но нет никаких данных о его распространении к востоку от Дачина в крайнем конце хребта Пир-Панджал. Кашмирскую полёвку никогда не регистрировали ни в Афганистане, ни в Таджикистане или Узбекистане.

## Экология
Кашмирская полёвка была отловлена в тех же местах обитания, что и Alticola roylei и Apodemus rusiges.
Считается, что, как и пенджабская полёвка, она исключительно травоядна, питаясь в основном сочными корневищами и побегами суккулентов и активно роясь под землей. Тем не менее, этот вид может добывать корм над землей и, конечно же, не ведет столь строго роющий образ жизни, как пенджабская полёвка, судя по тому, что экземпляры этого вида охотно идут в ловушки, размещенные над землей, в то время как пенджабскую полёвку можно поймать, только установив ловушки в их подземные туннели. Этот вид был пойман в Буруваи, округ Хазара, на высоте 3050 м  на каменистых склонах, где единственной растительностью была бузина травянистая (Sambucus ebulus), и в другом регионе, где он, по-видимому, питался подземными луковицами эремуруса мощного (Eremurus robustus). Это не очень социальный вид, хотя они могут встречаться и в разреженных колониях. Они, видимо, не впадают в спячку. Один экземпляр был пойман в ловушку в долине Каган в поисках пищи над землей 3 декабря.
Предположительно, как и пенджабские полёвки, они роют более глубокие туннели для укрытия зимой, а также для размножения, и в весенние и летние месяцы самки приносят два-три выводка.

## Статус, угрозы и охрана
Перечислен как находящийся под угрозой исчезновения, потому что его территория обитания, вероятно, не намного превышает 2000 км², а площадь и качество субальпийской среды обитания продолжает снижаться, что делает этот вид близким к тому, чтобы квалифицироваться как уязвимый
Рекомендуются экологические и популяционные исследования, а также влияние длительного выпаса домашнего скота на этот вид. Вид не отмечен ни на одной охраняемой территории.